# マイ・ベスト・フレンズ・バースデー
『マイ・ベスト・フレンズ・バースデー』（英: My Best Friend's Birthday）は、クエンティン・タランティーノが初監督を務めた白黒のコメディ映画。自主制作であり未完成。

## 概要
当時、タランティーノはカリフォルニア州マンハッタンビーチのレンタルビデオ店（現在は閉店済み）で働いていた。この企画が始まったのは1984年で、当時のハマンはある若者についての30ページから40ページの脚本を書いていた。その若者は、自分の友人の誕生日に何かいいことをしようとし続けるが、若者の努力は裏目に出るだけだったというこの企画に、タランティーノは脚本共同執筆者兼監督として参加するようになり、彼とハマンは短い脚本の分量を80ページにまで膨らませた。タランティーノとハマンは予算を5000ドルと見積もったうえで、4年がかりでその映画を16mmフィルムに撮影し、レンタルビデオ店や演技のクラスの友人らとともに出演した。撮影クルーには、レンタルビデオ店で働いていた友人のランド・ヴォスラーやロジャー・エイヴァリーも加わっていた。
本作品はタランティーノが撮ってきた映画の中で、最もあからさまにコメディー風の映画である。チャーリー・ローズとのインタビュー（Collector's Edition DVDのRegion 1で見ることができる）の中で、タランティーノは本作品のことを「ディーン・マーティンとジェリー・ルイスの作品みたいなもの」と言っている。
もともと70分ほどの長さであったが、フィルム・ラボの火事のため一部が破損し、36分ほどの長さしか残されていない。
この作中のアイデアは、「トゥルー・ロマンス」、「ナチュラル・ボーン・キラーズ」といった以後のタランティーノ作品で生かされた。